# Million Dollar Boy
Albums de K.Maro
La Good Life
(2004) Platinum Remixes
(2006)
Million Dollar Boy est le troisième album du chanteur québécois K-Maro, sorti fin 2005 sous le label Warner.

## Pistes
1. K.M.A.R.O
2. Les frères existent encore
3. Histoire de luv'  (featuring Shy'm)
4. K.P.O.N.E. Inc.
5. Gangsta Party
6. Million Dollar Boy
7. Nice & Slow
8. Juss Shake
9. Dirty
10. Strip Club
11. Nouveau millénaire
12. The Greatest
13. Simple vie